# Bathophilus
Bathophilus – rodzaj morskich ryb z rodziny wężorowatych (Stomiidae).

## Klasyfikacja
Gatunki zaliczane do tego rodzaju:
| - Bathophilus abarbatus - Bathophilus altipinnis - Bathophilus ater - Bathophilus brevis - Bathophilus cwyanorum - Bathophilus digitatus - Bathophilus filifer - Bathophilus flemingi - Bathophilus indicus | - Bathophilus kingi - Bathophilus longipinnis - Bathophilus metallicus - Bathophilus nigerrimus - Bathophilus novicki - Bathophilus pawneei - Bathophilus proximus - Bathophilus schizochirus - Bathophilus vaillanti |

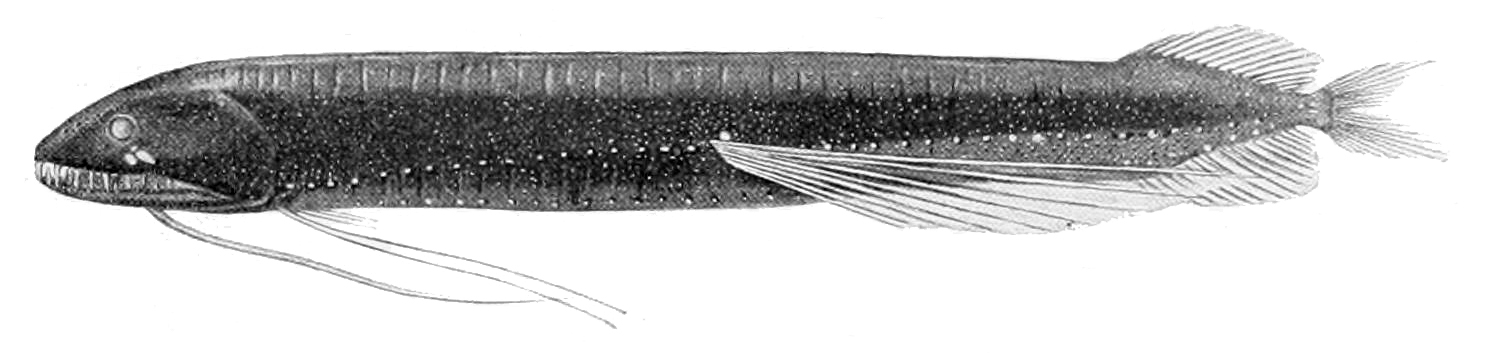
Bathophilus ater
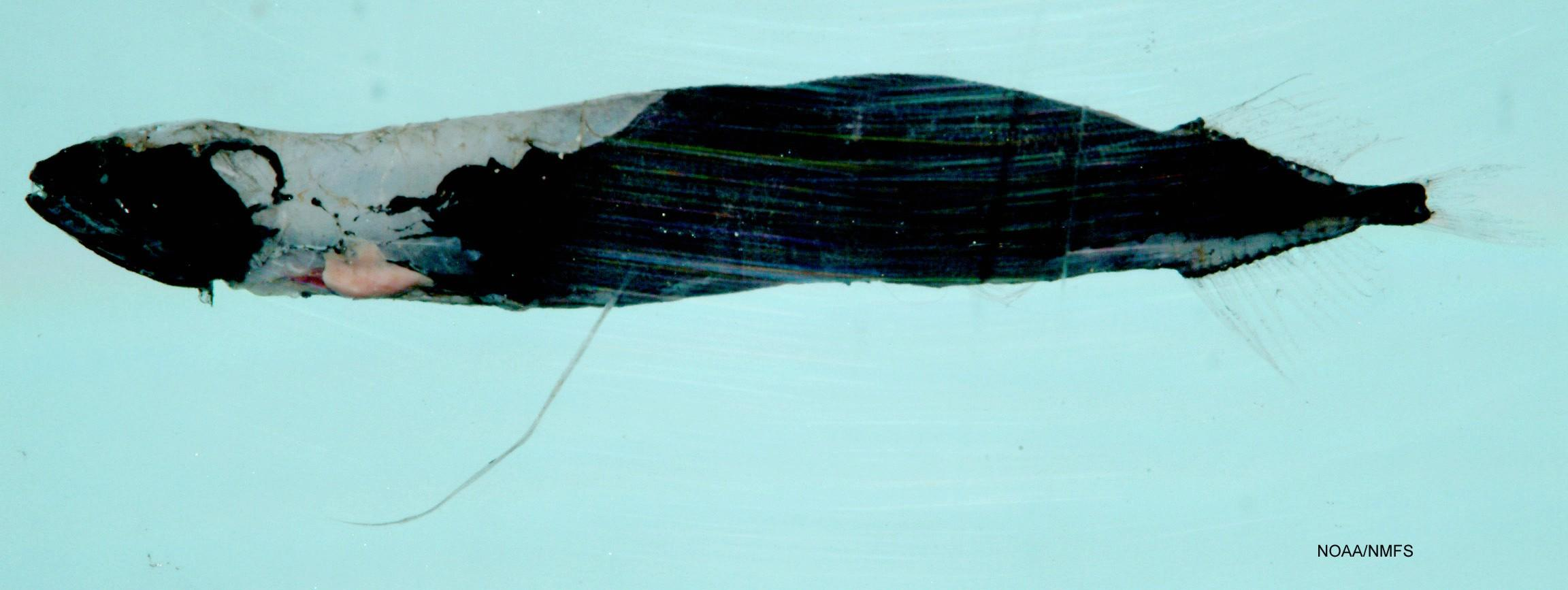
Bathophilus longipinnis
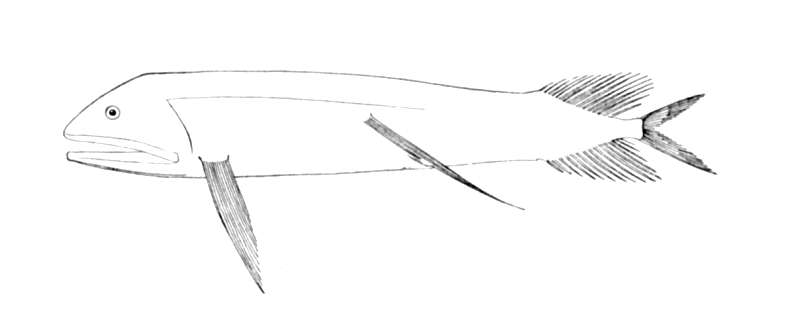
Bathophilus nigerrimus
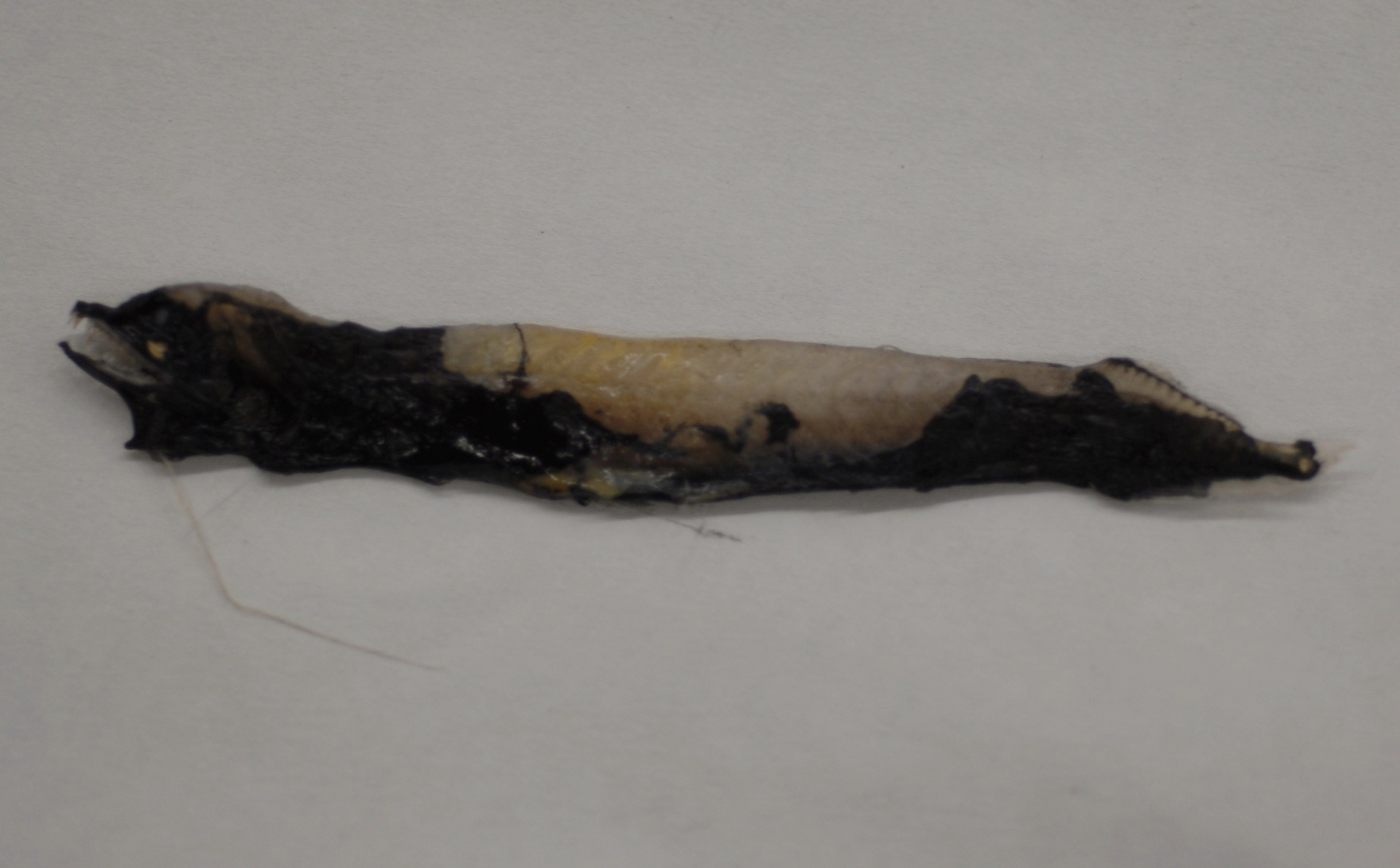
Bathophilus pawneei